# Kohout (berg)
Kohout är ett berg i Tjeckien.   Det ligger i regionen Södra Böhmen, i den södra delen av landet, 150 km söder om huvudstaden Prag. Toppen på Kohout är 869 meter över havet, eller 216 meter över den omgivande terrängen. Bredden vid basen är 5,1 km.
Terrängen runt Kohout är platt åt nordväst, men åt sydost är den kuperad.Runt Kohout är det ganska glesbefolkat, med 21 invånare per kvadratkilometer. Närmaste större samhälle är Kaplice, 7,2 km sydväst om Kohout. I omgivningarna runt Kohout växer i huvudsak blandskog.